# 김동진 (1969년)
김동진은 대한민국의 법조인이다. 35회 사법시험에 합격하여 25기 사법연수원을 졸업했다.  

## 원세훈 판결 비판
김동진은 원세훈 전 국가정보원장에 대한 공직선거법 위반 사건 1심 판결을 공개적으로 비판하여 정직 2개월의 징계를 부여받았다. 법관징계위원회는 김동진이 법관의 품위유지의무를 명시한 법관윤리강령 2조, 구체적 사건에 관한 공개적 논평을 금지한 4조 5항, 대법원 공직자윤리위원회 권고의견 등을 위반하였다고 설명하였다. 법관 징계 처분은 정직, 감봉, 견책의 세 단계로 나뉘며, 정직 2개월은 상당히 무거운 편이다.

## 문재인 하야 요구 논란
김동진은 2020년 1월 11일 밤에 개인 페이스북에 문재인 지지 철회를 표명하고 대통령직 하야를 요구하는 강경한 어조의 글을 썼는데, 특히 "문 대통령을 상대로 대한민국의 국정수반으로서 '대한민국의 헌법질서를 수호할 의지와 능력이 없다고 판단'되므로 내 자신 한 명의 국민으로서 본인 의지와 능력이 그 정도 수준에 머물 수밖에 없다면 대통령으로서 직을 하야하기를 요구한다"하여 문재인 대통령에 하야를 요구하였고, “한 개인에게 충성하는 맹신적 사고방식은 민주주의 정신에 어긋난다” 하여 악질 친문세력에 강도 높은 비판을 하였고, “추 장관의 인사는 헌법정신에 정면으로 배치된다" 하여 추미애 법무부 장관의 행보를 정면으로 비판하였다. 부장판사가 문재인 대통령을 공개적으로 비판한 것은 김동진이 처음이며, 김동진은 국제인권법연구회에서 활동하는 등 진보적인 성향의 인물이기 때문에 화제가 되었다. 이후 논란이 커지자 김동진은 글을 삭제하였다.
친문 진영은 전반적으로 별다른 반응을 보이지 않았고, 반문 세력은 문재인 비판을 반기는 분위기다. 청와대는 어느 판사가 무슨 글을 썼는지는 잘 모르겠지만 입장을 내놓을 필요를 느끼지 못한다고 답했다.